# Peter Anthony Libasci
Peter Anthony Libasci (New York, 9 novembre 1951) è un vescovo cattolico statunitense, dal 19 settembre 2011 vescovo di Manchester.

## Biografia
Peter Anthony Libasci è nato a Jackson Heights, quartiere di New York, il 9 novembre 1951 da William e Florence Libasci. È di origini siciliane per parte di padre e slovacche per parte di madre. Ha un fratello e due sorelle.

### Formazione e ministero sacerdotale
Ha frequentato la St. Margaret School di Middle Village e poi il Cathedral Preparatory Seminary di Elmhurst.
Durante la scuola media, il venerdì pomeriggio aiutava a pulire la chiesa. Dice che è qui che ha iniziato a conoscere la liturgia. Ha anche cantato nel coro parrocchiale e durante tutto il liceo, è stato attivo nel programma di leadership parrocchiale.
Ha conseguito il Bachelor of Arts presso la St. John's University di New York. Ha compiuto gli studi per il sacerdozio presso il seminario e la scuola di teologia dell'arciabbazia di Saint Meinrad, nell'Indiana, concludendoli con il Master of Divinity. Dopo l'ordinazione ha ottenuto un master in ministero teologico-catechetico presso la Saint John's University.
Il 1º aprile 1978 è stato ordinato presbitero per la diocesi di Rockville Centre da monsignor John Raymond McGann. In seguito è stato vicario parrocchiale della parrocchia di San Raimondo a East Rockaway dal 1978 al 1982; vicario parrocchiale della parrocchia dei Santi Cirillo e Metodio a Deer Park dal 1982 al 1988; amministratore parrocchiale della parrocchia di Nostra Signora del Buon Consiglio a Inwood dal 1988 al 1989; parroco della medesima parrocchia dal 1989 al 2000 e parroco della parrocchia di Santa Teresa di Lisieux a Montauk dal 2000 al 2007.
Ha prestato la sua opera anche a favore della locale comunità della Chiesa greco-cattolica rutena, avendo ottenuto dalla Santa Sede il bi-ritualismo.
Il 10 dicembre 2004 è stato nominato prelato d'onore di Sua Santità.

### Ministero episcopale
Il 3 aprile 2007 papa Benedetto XVI lo ha nominato vescovo ausiliare di Rockville Centre e titolare di Satafis. Ha ricevuto l'ordinazione episcopale il 1º giugno successivo nella cattedrale di Sant'Agnese a Rockville Centre dal vescovo di Rockville Centre William Francis Murphy, co-consacranti i vescovi ausiliari della stessa diocesi Emil Aloysius Wcela, Paul Henry Walsh e John Charles Dunne. Ha prestato servizio come vicario episcopale per il vicariato orientale, comprendente la contea di Suffolk, con residenza presso la parrocchia dei Sacri Cuori Gesù e Maria.
Il 19 settembre 2011 papa Benedetto XVI lo ha nominato vescovo di Manchester. Ha preso possesso della diocesi l'8 dicembre successivo con una cerimonia nella cattedrale di San Giuseppe a Manchester.
Nel novembre del 2019 ha compiuto la visita ad limina.
Oltre all'inglese, parla lo spagnolo.

## Genealogia episcopale
La genealogia episcopale è:
- Cardinale Scipione Rebiba
- Cardinale Giulio Antonio Santori
- Cardinale Girolamo Bernerio, O.P.
- Arcivescovo Galeazzo Sanvitale
- Cardinale Ludovico Ludovisi
- Cardinale Luigi Caetani
- Cardinale Ulderico Carpegna
- Cardinale Paluzzo Paluzzi Altieri degli Albertoni
- Cardinale Gaspare Carpegna
- Cardinale Fabrizio Paolucci
- Cardinale Francesco Barberini
- Cardinale Annibale Albani
- Cardinale Federico Marcello Lante Montefeltro della Rovere
- Vescovo Charles Walmesley, O.S.B.
- Arcivescovo John Carroll, S.I.
- Vescovo Benedict Joseph Flaget, P.S.S.
- Arcivescovo Martin John Spalding
- Cardinale James Gibbons
- Vescovo Edward Patrick Allen
- Vescovo Richard Oliver Gerow
- Vescovo Joseph Bernard Brunini
- Cardinale Bernard Francis Law
- Vescovo William Francis Murphy
- Vescovo Peter Anthony Libasci

## Araldica
| Stemma | Titolare                                    | Descrizione |
|        | Peter Anthony Libasci Vescovo di Manchester | Partito: al primo d'argento, alla croce di rosso, caricata dell'asta fitta e fiorita d'oro, sovraccaricata di un fascio di cinque frecce d'argento, accollate e poste in palo, legate dello stesso; al secondo troncato in scaglione: al I di verde al covone di grano d'oro, caricato delle croce latina d'azzurro, alla pigna d'oro caricata della croce ortodossa d'azzurro; al II d'oro alla doppia rosa di sei petali d'oro circondati da sei petali d'argento, punteggiata di rosso, sul bottone una nave d'oro, con la vela dello stesso, caricata di una croce rovesciata di rosso; al capo d'oro al corvo di nero, tenente un'asta d'argento, gigliata d'azzurro. Ornamenti esteriori da vescovo. La croce è di tipo fiordalisato, scelta per legare insieme lo stemma personale del vescovo e quello della diocesi di Manchester. Questo tipo di croce è anche un altro simbolo della Beata Vergine Maria e onora anche la popolazione cattolica francese che si stabilì nel territorio della diocesi. Motto: "Arise and walk" ("Alzati e cammina"). |